# Municipio de Cherry Lake
El municipio de Cherry Lake (en inglés: Cherry Lake Township) es un municipio ubicado en el condado de Eddy en el estado estadounidense de Dakota del Norte. En el año 2010 tenía una población de 33 habitantes y una densidad poblacional de 0,36 personas por km².

## Geografía
El municipio de Cherry Lake se encuentra ubicado en las coordenadas 47°38′35″N 98°42′59″O / 47.64306, -98.71639. Según la Oficina del Censo de los Estados Unidos, el municipio tiene una superficie total de 90.51 km², de la cual 86,46 km² corresponden a tierra firme y (4,48 %) 4,05 km² es agua.

## Demografía
Según el censo de 2010, había 33 personas residiendo en el municipio de Cherry Lake. La densidad de población era de 0,36 hab./km². De los 33 habitantes, el municipio de Cherry Lake estaba compuesto por el 100 % blancos. Del total de la población el 0 % eran hispanos o latinos de cualquier raza.